# André Parmentier (tir sportif)
Cet article concerne un tireur sportif français. Pour l'homme politique français, voir André Parmentier.
Pour les articles homonymes, voir Parmentier.
André Joseph Parmentier, né le 29 mai 1876 à Sauveterre (Gironde) et mort le 17 septembre 1969 dans le 7e arrondissement de Paris, est un tireur sportif français. 

## Carrière
André Parmentier participe à deux éditions des Jeux olympiques d'été.
Aux Jeux olympiques de 1908 se tenant à Londres, il remporte la médaille de bronze dans l'épreuve de rifle libre, à trois positions à 300 m par équipes. En 1920 à Anvers, il remporte la médaille d'argent dans l'épreuve de rifle militaire couché par équipes.
Il remporte deux médailles d'argent aux Championnats du monde de tir, en 1908 à Vienne et en 1909 à Hambourg.